# Hontianska Vrbica
Hontianska Vrbica és un poble i municipi d'Eslovàquia que es troba a la regió de Nitra, al sud-oest del país.
La primera menció escrita de la vila es remunta al 1272.

## Demografia
| Godina             | 1994 | 2004   | 2014   | 2024   |
| ------------------ | ---- | ------ | ------ | ------ |
| Nombre de persones | 579  | 553    | 564    | 584    |
| Diferència         |      | −4,49% | +1,98% | +3,54% |

| Godina             | 2023 | 2024   |
| ------------------ | ---- | ------ |
| Nombre de persones | 592  | 584    |
| Diferència         |      | −1,35% |